# ممر الثعبان
ممر الثعبان (بالإنجليزية: The Snake's Pass)‏ هي رواية صدرت عام 1890 بقلم برام ستوكر. وهي تركز على أسطورة القديس باتريك الذي هزم ملك الثعابين في أيرلندا. وتركز الرواية أيضا على قصة حب مضطربة بين الشخصية الرئيسية وفتاة من الفلاحين. وكان الرواية هي ثاني روايات الأدب الإمبراطوري لبرام ستوكر. وقد نشرت الرواية لأول مرة في المملكة المتحدة في عام 1890. والرواية هي مقدمة لقصة ستوكر «دراكولا» ولكنها كانت روايته الوحيدة التي كتبها في مسقط رأسه ايرلندا.